# Koumac
Koumac is een gemeente in Nieuw-Caledonië en telt 4.252 inwoners (2014). De oppervlakte bedraagt 550 km², de bevolkingsdichtheid is 7,7 inwoners per km².